# Youssef Lemrini
Youssef Lemrini (arab. يوسف لمريني, ur. 1 stycznia 1960 w Sala) – marokański trener piłkarski, od 2024 roku bezrobotny.

## Kariera trenerska

### Olympique Khouribga
Karierę menadżerską zaczął w Olympique Khouribga. Pracował tam od 1 lipca 2009 roku do 1 listopada 2011 roku.

### KAC Kénitra
23 stycznia 2012 roku został trenerem KAC Kénitra. W roli menadżera zadebiutował tam 12 lutego 2012 roku w meczu przeciwko Olympic Safi (wygrana 2:1). Łącznie poprowadził KAC w 17 meczach.

### CODM Meknès
13 listopada 2012 roku został menadżerem CODM Meknès. Pierwszy raz poprowadził ten klub 21 listopada 2012 roku w meczu przeciwko Raja Casablanca (porażka 0:1). Łącznie prowadził ten klub w siedmiu spotkaniach.

### Olympic Safi
10 stycznia 2013 roku objął Olympic Safi. Zadebiutował tam w roli menadżera 9 lutego 2013 roku, a rywalem jego zespołu był FUS Rabat (0:0). W sumie poprowadził Olympic w 15 spotkaniach.

### Renaissance Berkane
30 października 2013 roku został trenerem Renaissance Berkane. Debiut w roli trenera zaliczył w tym zespole 10 listopada 2013 roku w meczu przeciwko Wydadowi Fès (wygrana 2:0). W sumie poprowadził zespół z Barkan w 5 spotkaniach.

### Powrót do Olympique
21 kwietnia 2016 roku ponownie objął Olympique Khouribga. Poprowadził ten zespół w 14 spotkaniach.

### Powrót do KAC
23 listopada 2016 roku powrócił do innego klubu, który wcześniej prowadził – KAC Kénitra. Był trenerem przez 8 spotkań.

### Dalsza kariera
1 sierpnia 2020 roku został trenerem TAS Casablanca. 24 listopada 2020 roku został menadżerem Chababu Atlas Khénifra. 14 lipca 2023 roku został trenerem Racingu Casablanca. Odszedł z tego klubu 4 marca 2024 roku.